# 中甸东俄芹
中甸东俄芹（学名：Tongoloa rockii）是伞形科东俄芹属的植物，是中国的特有植物。分布于中国大陆的云南等地，生长于海拔2,800米的地区，常生于松林下，目前尚未由人工引种栽培。